# Siro Borrani
Siro Borrani (* 3. Oktober 1860 in Ascona; † 30. Juli 1932 ebenda) war ein Schweizer römisch-katholischer Geistlicher und Kirchenhistoriker.

## Leben
Siro Borrani war der Sohn von Carl Borrani und dessen Ehefrau Giuseppina Pancaldi Molo; er hatte noch drei ältere und fünf jüngere Geschwister.
Nach seinem Studium am Collegio Papio in Ascona besuchte er das Priesterseminar in Como und wurde 1885 zum Priester geweiht. Er war von 1885 bis 1888 Pfarrer in Campo Vallemaggia und von 1888 bis 1900 in Losone.
Von 1900 bis 1902 war er der Hauslehrer der Fürstenfamilie Borghese und kehrte dann ins Tessin zurück. Kurze Zeit war er Pfarrer in Comano und von 1903 bis 1920 Pfarrer in Monte Carasso; von 1904 bis 1917 war er auch Archivar des Bistums Lugano und wurde anfangs 1909 zum Leiter der Ausgrabungen der Nekropole von Gudo TI ernannt. Von 1920 bis 1926 amtete er als Pfarrer in Verscio, anschliessend zog er wieder in seinen Geburtsort zurück.
Seit seiner Jugend widmete er sich der Erforschung und dem Studium von regionalen Dokumenten. Im Laufe der Zeit veröffentlichte er zahlreiche Schriften mit hauptsächlich religiösen Themen, darunter Il Ticino sacro. Für das Bollettino storico della Svizzera italiana und den Monitore ecclesiastico verfasste er regelmässig Beiträge zur lokalen Religionsgeschichte.

## Schriften (Auswahl)
- Brevi notizie intorno al Ven. Pietro Berno, nato in Ascona l’anno 1550, martirizzato in Salsete di Goa li 25 luglio 1583. Tipografia dell’ Ordine di Cavalletti e Bazzi, Como 1883.
- Caselli Carlo Francesco da Carona, Arcivescovo di Sidda, Vescovo di Parma. 1886.
- Prossima beatificazione del venerabile Pietro Berno, martire gesuita di Ascona. 1892.
- Vita del Beato Pietro Berno: Notizie raccolte dal Prevosto Siro Borrani. Lib. cattolica, Lugano 1893.
- Il Ticino sacro. Memorie religiose della Svizzera italiana raccolte dal sacerdote Siro Borrani. Lugano 1896.
- Genealogia della famiglia Pisoni d’Ascona dall’anno 1600 al 1897. Ascona 1897.
- Sulla vita e sulle virtù di Francesca Pisoni. Tipografia Bodoniana R. Alderighi e C, Rom 1902.
- Bellinzona: la sua Chiesa ed i suoi Arcipreti. Carlo Salvioni, Bellinzona 1909.
- Bartolomeo Papio e il suo testamento. Carlo Salvioni, Bellinzona 1913.
- L’oratorio della Madonna della Valle presso Monte Carasso: monografia storica. Arti Grafiche Arturo Salvioni fu Carlo, Bellinzona 1918.
- Il santuario della Madonna della Fontana presso Ascona: Monografia. Casa d’arti grafiche G. Molteni, Lugano 1922.
- Santa Sabina, venerata nella collegiata arcipretale di Ascona: Notizie e documenti. Ambrogio Airoldi, Intra 1926.